# Cúp bóng đá Bulgaria 1941
Cúp bóng đá Bulgaria 1941 (trong giai đoạn này có tên là Cúp Tsar) là giải đấu cúp thứ tư, diễn ra song song với giải đấu quốc gia. Chức vô địch thuộc về AS 23 Sofia khi vượt qua Napredak Ruse 4–2 trong trận chung kết tại City Stadium ở Dobrich.

## Vòng 16 đội
| Đội 1                    | Tỉ số     | Đội 2                   |
| ------------------------ | --------- | ----------------------- |
| Napredak Ruse            | 3–0 (w/o) | Tsar Krum Byala Slatina |
| Hadzhislavchev Pavlikeni | 3−1       | Orlovets Gabrovo        |
| Bdin Vidin               | 5−3       | Belite orli Pleven      |
| Parchevich Plovdiv       | 3−0       | Botev Haskovo           |
| Levski Dupnitsa          | 1−3       | Macedonia Skopje        |
| AS 23 Sofia              | miễn đấu  |                         |
| Pobeda Varna             | miễn đấu  |                         |

## Tứ kết
| Đội 1                    | Tỉ số    | Đội 2              |
| ------------------------ | -------- | ------------------ |
| Macedonia Skopje         | 12−2     | Parchevich Plovdiv |
| Bdin Vidin               | 0−3      | AS 23 Sofia        |
| Hadzhislavchev Pavlikeni | 1−0      | Pobeda Varna       |
| Napredak Ruse            | miễn đấu |                    |

## Bán kết
| Đội 1         | Tỉ số | Đội 2                    |
| ------------- | ----- | ------------------------ |
| Napredak Ruse | 1−0   | Macedonia Skopje         |
| AS 23 Sofia   | 6−0   | Hadzhislavchev Pavlikeni |

## Chung kết
| AS 23 Sofia                                   | 4−2 | Napredak Ruse           |
| --------------------------------------------- | --- | ----------------------- |
| Angelov 12', 57' · Kuzmanov 30' · Todorov 62' |     | Marinov 65' · Manev 75' |

Bản mẫu:Bóng đá châu Âu (UEFA) 1940–41